# Scolecoseps
Scolecoseps is een geslacht van hagedissen uit de familie skinken (Scincidae).

## Naam en indeling
De wetenschappelijke naam van de groep werd voor het eerst voorgesteld door Arthur Loveridge in 1920. Er zijn vier soorten, inclusief de pas in 2018 wetenschappelijk beschreven soort Scolecoseps broadleyi. In veel literatuur wordt daarom een lager soortenaantal vermeld.

## Verspreiding en habitat
Alle soorten komen voor in delen van Afrika en leven in de landen in Tanzania en Mozambique.
Door de internationale natuurbeschermingsorganisatie IUCN is aan twee soorten een beschermingsstatus toegewezen. Beide soorten worden beschouwd als 'onzeker' (Data Deficient of DD).

## Soorten
Het geslacht omvat de volgende soorten, met de auteur en het verspreidingsgebied.
| Naam                    | Auteur                            | Verspreidingsgebied |
| ----------------------- | --------------------------------- | ------------------- |
| Scolecoseps acontias    | Werner, 1913                      | Tanzania            |
| Scolecoseps boulengeri  | Loveridge, 1920                   | Mozambique          |
| Scolecoseps broadleyi   | Verburgt, Verburgt & Branch, 2018 | Mozambique          |
| Scolecoseps litipoensis | Broadley, 1995                    | Tanzania            |